# Chris Burns
Chris Burns (Newcastle upon Tyne, 12 giugno 1980) è un pilota motociclistico britannico.

## Carriera
Per quanto riguarda le competizioni del motomondiale, ha corso 18 gran premi in classe 125 e nella MotoGP senza mai classificarsi in zona punti. Le prime presenze, grazie a wild card, sono avvenute nel motomondiale 1997 e in quello del 1999, in occasione del Gran Premio di Gran Bretagna.
Nel 2000 è pilota titolare nel campionato europeo Superstock 1000 in sella a una Yamaha R1. Dopo essere stato in testa al campionato per buona parte della stagione, chiude al terzo posto con 85 punti e una vittoria. Nel 2001 partecipa, in qualità di wild card, a tre gare del campionato europeo Superstock 1000, raccogliendo 11 punti. Al 2002 risalgono le sue ultime partecipazioni al Campionato europeo Superstock 1000. Partecipa, in qualità di wild card, alle due gare in territorio britannico del campionato europeo Superstock 1000, vincendole entrambe in sella a una Suzuki GSX 1000R.
Un maggior numero di presenze le registrò invece nel motomondiale 2003 in MotoGP; ingaggiato dal team WCM, in seguito a squalifiche regolamentari della moto a 4 tempi presentata dal team stesso, fu costretto a gareggiare con una motocicletta, la ROC-Yamaha, dotata di motore a due tempi proveniente dalla precedente classe 500, così che anche in questa stagione non raggiunse risultati degni di nota, tagliando il traguardo in un'unica occasione.
Risultato molto simile fu quello al termine della stagione 2004, corsa sempre con il team WCM e sempre senza ottenere punti validi per la classifica iridata. Ha gareggiato anche nelle competizioni delle Superbike, in quelle del campionato tedesco nel 2009 e in quelle del BSB nella Superstock 1000 alla guida di una MV Agusta.

## Risultati nel motomondiale
| 1997 | Classe | Moto  |  |  |  |  |  |  |  |  |  |  |     |     |     |  |  |  | Punti | Pos. |
| ---- | ------ | ----- |  |  |  |  |  |  |  |  |  |  | --- | --- | --- |  |  |  | ----- | ---- |
| 1997 | 125    | Honda |  |  |  |  |  |  |  |  |  |  | Rit | Rit | Rit |  |  |  | 0     |      |

| 1999 | Classe | Moto  |  |  |  |  |  |  |  |     |  |  |  |  |  |  |  |  | Punti | Pos. |
| ---- | ------ | ----- |  |  |  |  |  |  |  | --- |  |  |  |  |  |  |  |  | ----- | ---- |
| 1999 | 125    | Honda |  |  |  |  |  |  |  | Rit |  |  |  |  |  |  |  |  | 0     |      |

| 2003 | Classe | Moto                    |    |  |  |  |  |  |  |     |    |     |    |     |     |     |    |    | Punti | Pos. |
| ---- | ------ | ----------------------- | -- |  |  |  |  |  |  | --- | -- | --- | -- | --- | --- | --- | -- | -- | ----- | ---- |
| 2003 | MotoGP | Harris WCM e ROC Yamaha | NP |  |  |  |  |  |  | Rit | NQ | Rit | NP | Rit | Rit | Rit | 20 | NQ | 0     |      |

| 2004 | Classe | Moto       |  |    |     |    |    |    |    |    |     |  |    |  |  |  |  |     | Punti | Pos. |
| ---- | ------ | ---------- |  | -- | --- | -- | -- | -- | -- | -- | --- |  | -- |  |  |  |  | --- | ----- | ---- |
| 2004 | MotoGP | Harris WCM |  | NQ | Rit | NQ | 18 | 17 | 20 | 16 | Rit |  | NP |  |  |  |  | Rit | 0     |      |

| Legenda | 1º posto        | 2º posto            | 3º posto            | A punti      | Senza punti        | Grassetto – Pole position Corsivo – Giro più veloce |
| Legenda | Gara non valida | Non qual./Non part. | Ritirato/Non class. | Squalificato | '-' Dato non disp. | Grassetto – Pole position Corsivo – Giro più veloce |